# 기즈카 주스케
기즈카 주스케(일본어: 木塚 忠助, 1924년 4월 23일 ~ 1987년 12월 16일)는 일본의 전 프로 야구 선수이자 야구 지도자이다.
선수 시절 포지션은 유격수였으며 역대 4위의 통산 도루 기록을 가진 선수로도 알려져 있다. 본명은 같은 글자로 ‘다다스케’(ただすけ)이다.

## 인물
사가 현립 가라쓰히가시 중학교 출신으로 철도부 모지 관리국에서 3루수를 맡아 빠른 발·강한 어깨·강한 타격의 3박자를 갖춘 활약으로 ‘모지 철도의 붉은 악마’라고 불렸다.
1948년 난카이 호크스에 입단하면서 1년차부터 주전 선수로 활약했는데 강한 어깨가 ‘바보 어깨’라고 불리며 빠른 발과 함께 인기가 많았다. 3루의 정수비에서 지키고 있던 야마모토 가즈토(쓰루오카 가즈토)의 고간을 빠져나간 타구를 1루에 멀리 던져 잡아냈다는 등의 전설적인 일화를 남겼다. 기즈카의 수비는 견고하기 보다는 화려했으며 수비 범위가 넓었고 송구하는 흐름 속에서 공을 잡아내 화살 같은 공을 던졌다. 2년차인 1949년 4년 연속으로 도루왕을 차지했다. 이 4년간 246개의 도루를 기록했으며 성공률은 8할 5푼 5리에 육박했다. 타율 3할을 3번 기록했으며 야마모토, 이이다 도쿠지, 가게야마 가즈오와 함께 백만 달러의 내야진을 형성했다. 역대 굴지의 이름난 유격수라는 평도 받았다.
1949년 9월 29일의 다이요 로빈스와의 첫 번째 경기에서 1경기 6차례의 실책(유격수에서 3개, 3루수에서 3개)을 기록했다. 직후의 두 번째 경기인 한신 타이거스의 경기에서 혼도 야스지가 2루수로 1경기 4차례의 실책을 기록했기 때문에 그라운드의 정비 불량이 원인이었던 것으로 여겨진다. 1950년 6월 5일의 니시테쓰 클리퍼스 전에서는 7회에 1이닝 3도루(일본 타이 기록)를 기록했다.
1956년 시즌에 타선의 대형화를 도모하던 구단의 구상에서 벗어나 긴테쓰 펄스에 트레이드로 이적했고 1959년에 현역에서 은퇴했다. 은퇴 이후에는 긴테쓰와 도쿄 오리온스에서 코치를 맡았다.
도쿄에서 퇴단한 뒤 오사카에서 음식점 경영을 했다. 1987년 12월 16일에 사망했다(향년 63세).
한편, 양대리그 출범 첫 해인 1950년 투수들이 주로 다는 14번으로 변경했고 52년까지 4년 연속으로 도루왕 타이틀을 차지했는데  이들 중 78도루를 기록한 1950년 도루 실패는 불과 8개였으며 긴테츠 이적 후에도  14번을 달았다.

## 에피소드
- 요미우리 자이언츠의 ‘빼내는’ 권유를 ‘나는 돈에 의해 움직이지 않는다’라며 거절한 선수로도 유명할 뿐만 아니라 규슈 남아의 매력적인 마음으로 좋은 선수이기도 했다. 메이저 리그에서 초대받은 첫 번째 선수이기도 했다.
- 요시다 요시오는 기즈카의 플레이를 보고 배우며 “기민하고 어깨가 강하고 역동적이고 가장 모범적인 선수였다”고 말했다.[1]
- 노무라 가쓰야가 《우타방》(TBS TV)에 출연했을 때 노무라가 뽑은 일본 야구 사상 최강의 멤버 중 유격수 부문에 기즈카의 이름이 올라갔다. 노무라는 “지금까지 봐왔던 유격수 중에서 오른쪽으로 나오는 사람이 없다”고 말했다.[4]
- 노년에 아이들을 지도하는 기회를 가지게 되었을 때 글러브에서 손가락을 내고 있던 아이에게 “꼬마야, 손가락을 내면 안 돼”라고 주의했더니 “하지만 하라나 시노즈카도 그렇게 하잖아”라고 말해 의아해했다. 하지만 기즈카는 “지금의 선수, 손을 아파하는 건 손가락을 내서 그렇다. 아프다면 야구 그만 두어야지”라고 말했다고 한다(《프로 야구 노무라 가쓰야의 눈》에서).

## 상세 정보

### 출신 학교
- 사가 현립 가라쓰히가시 중학교

### 선수 경력
- 모지 철도 관리국
- 난카이 호크스(1948년 ~ 1956년)
- 긴테쓰 펄스(1957년 ~ 1959년)

### 지도자 경력
- 긴테쓰 버펄로스 코치(1962년 ~ 1966년)
- 도쿄 오리온스 코치(1967년 ~ 1968년)

### 수상·타이틀 경력

#### 타이틀
- 도루왕 : 4회(1949년 ~ 1952년)
- 최다 안타(당시는 타이틀이 아님) : 1회(1951년)※1994년부터 타이틀로 제정됨

#### 수상
- 베스트 나인 : 7회(1948년 ~ 1953년, 1955년)
- 일본 시리즈 기능상 : 1회(1955년)

### 개인 기록
- 올스타전 출장 : 6회(1951년 ~ 1956년)
- 시즌 런닝 홈런 : 2개(1954년) ※일본 타이 기록
- 월간 런닝 홈런 : 2개(1954년 8월 )※일본 기록
- 통산 런닝 홈런 : 5개 ※일본 타이 기록
- 통산 1,000경기 출장 달성 : 1956년 7월 18일 ※역대 38번째

### 등번호
- 3(1948년 ~ 1949년)
- 14(1950년 ~ 1959년)
- 1(1962년)
- 40(1963년 ~ 1966년)
- 54(1967년 ~ 1968년)

### 연도별 타격 성적
| 연 도       | 소 속       | 경 기 | 타 석 | 타 수 | 득 점 | 안 타 | 2 루 타 | 3 루 타 | 홈 런 | 루 타 | 타 점 | 도 루 | 도 루 자 | 희 생 번 | 희 생 플 | 볼 넷 | 고 4 | 사 구 | 삼 진 | 병 살 타 | 타 율 | 출 루 율 | 장 타 율 | O P S |
| ----------- | ----------- | ----- | ----- | ----- | ----- | ----- | ------- | ------- | ----- | ----- | ----- | ----- | -------- | -------- | -------- | ----- | ---- | ----- | ----- | -------- | ----- | -------- | -------- | ----- |
| 1948년      | 난카이      | 140   | 545   | 504   | 58    | 119   | 14      | 7       | 4     | 159   | 54    | 34    | 12       | 16       | --       | 23    | --   | 2     | 44    | --       | .236  | .272     | .315     | .588  |
| 1949년      | 난카이      | 135   | 559   | 524   | 69    | 159   | 18      | 9       | 7     | 216   | 54    | 59    | 13       | 10       | --       | 23    | --   | 2     | 37    | --       | .303  | .335     | .412     | .747  |
| 1950년      | 난카이      | 116   | 520   | 481   | 94    | 145   | 14      | 8       | 8     | 199   | 47    | 78    | 8        | 10       | --       | 23    | --   | 6     | 19    | 11       | .301  | .341     | .414     | .755  |
| 1951년      | 난카이      | 104   | 455   | 421   | 78    | 130   | 17      | 5       | 1     | 160   | 34    | 55    | 7        | 17       | --       | 13    | --   | 4     | 16    | 2        | .309  | .336     | .380     | .716  |
| 1952년      | 난카이      | 115   | 496   | 454   | 78    | 127   | 20      | 3       | 8     | 177   | 41    | 55    | 11       | 23       | --       | 13    | --   | 6     | 35    | 6        | .280  | .309     | .390     | .699  |
| 1953년      | 난카이      | 91    | 381   | 343   | 55    | 82    | 14      | 1       | 2     | 104   | 23    | 44    | 6        | 17       | --       | 19    | --   | 2     | 21    | 6        | .239  | .283     | .303     | .586  |
| 1954년      | 난카이      | 115   | 479   | 443   | 53    | 112   | 11      | 7       | 7     | 158   | 30    | 37    | 16       | 12       | 2        | 21    | --   | 1     | 29    | 3        | .253  | .288     | .357     | .645  |
| 1955년      | 난카이      | 122   | 421   | 386   | 53    | 96    | 6       | 4       | 2     | 116   | 21    | 38    | 7        | 10       | 1        | 22    | 0    | 2     | 39    | 3        | .249  | .293     | .301     | .593  |
| 1956년      | 난카이      | 133   | 470   | 427   | 52    | 108   | 10      | 3       | 1     | 127   | 27    | 34    | 8        | 15       | 4        | 22    | 0    | 2     | 45    | 6        | .253  | .293     | .297     | .590  |
| 1957년      | 긴테쓰      | 116   | 431   | 392   | 43    | 81    | 11      | 4       | 1     | 103   | 22    | 30    | 17       | 12       | 1        | 24    | 0    | 2     | 54    | 7        | .207  | .256     | .263     | .519  |
| 1958년      | 긴테쓰      | 88    | 268   | 251   | 22    | 52    | 4       | 2       | 1     | 63    | 6     | 14    | 9        | 5        | 1        | 9     | 0    | 2     | 37    | 7        | .207  | .240     | .251     | .491  |
| 1959년      | 긴테쓰      | 13    | 23    | 21    | 2     | 5     | 1       | 0       | 0     | 6     | 1     | 1     | 0        | 1        | 0        | 1     | 0    | 0     | 6     | 0        | .238  | .273     | .286     | .558  |
| 통산 : 12년 | 통산 : 12년 | 1288  | 5048  | 4647  | 657   | 1216  | 140     | 53      | 42    | 1588  | 360   | 479   | 114      | 148      | 9        | 213   | 0    | 31    | 382   | 51       | .262  | .299     | .342     | .640  |

- 굵은 글씨는 시즌 최고 성적